# Imagine Publishing
Imagine Publishing est un éditeur de magazines basé au Royaume-Uni qui a publié un certain nombre de magazines de jeux vidéo, d'informatique, de créativité et de mode de vie.
Imagine Publishing a été fondée le 14 mai 2005, avec des fonds privés de Damian Butt, Steven Boyd et de Mark Kendrick, tous étaient d'anciens administrateurs de Paragon Publishing (en).

## Principaux titres
Les principaux titres publiés par Imagine Publishing incluent :
- Play
- GamesTM
- Retro Gamer
- SciFiNow (Vendu à Kelsey Media en 2017)
- Digital Photographer
- iCreate
- Web Designer
- Photoshop Creative
- Total 911
- Linux User and Developer
- 3D Artist
- How It Works
- All About Space
- All About History
- World of Animals
- History of War
- NowGamer.com
- Gadget
- Real Crime
- History of Royals

Toutes les publications d'Imagine sont désormais la propriété de Future Publishing.

## Source de la traduction
- (en) Cet article est partiellement ou en totalité issu de l’article de Wikipédia en anglais intitulé « Imagine Publishing » (voir la liste des auteurs).